# Lebachhara
Lebachhara es una  ciudad censal situada en el distrito de Tripura meridional en el estado de Tripura (India). Su población es de 5273 habitantes (2011). 

## Demografía
Según el censo de 2011 la población de Lebachhara era de 5273 habitantes, de los cuales 2641 eran hombres y 2632 eran mujeres. Lebachhara tiene una tasa media de alfabetización del 79,91%, inferior a la media estatal del 87,22%: la alfabetización masculina es del 86,48%, y la alfabetización femenina del 73,35%.